# Лунов-Штолценхаген
Лунов-Штолценхаген (њем. Lunow-Stolzenhagen) општина је у њемачкој савезној држави Бранденбург. Једно је од 24 општинска средишта округа Барним. Према процјени из 2010. у општини је живјело 1.211 становника. Посједује регионалну шифру (AGS) 12060149.

## Географски и демографски подаци
Лунов-Штолценхаген се налази у савезној држави Бранденбург у округу Барним. Општина се налази на надморској висини од 3 метра. Површина општине износи 33,7 km². У самом мјесту је, према процјени из 2010. године, живјело 1.211 становника. Просјечна густина становништва износи 36 становника/km².